# Michael Blömer
Michael Blömer (* 1975) ist ein deutscher Klassischer Archäologe.

## Leben
Blömer studierte von 1997 bis 2002 Klassische Archäologie, Alte Geschichte und Lateinische Philologie an der Universität Münster und der Universität Rom.  2002 wurde er  Magister Artium mit der Arbeit Anatolische Stierkopfrhyta und die 'galatische' Keramik. Von 2005 bis 2008 war er Wissenschaftlicher Mitarbeiter im DFG-Projekt „Statuen und Reliefs aus Zeugma und Umgebung – Akkulturation und  kulturelle Tradition im Osten des römischen Reiches“ am Institut für Klassische Archäologie an der Universität Münster. 2009 erfolgte die Promotion zum Thema Steindenkmäler römischer Zeit in Nordsyrien. Identität und kulturelle Tradition in Kyrrhestike und Kommagene. Von 2009 bis 2015 war er Wissenschaftlicher Mitarbeiter im Exzellenzcluster „Religion und Politik“ an der Universität Münster und von 2015 bis 2019 Assistant Professor am Center for Urban Network Evolutions an der Universität Aarhus. Seit 2020 ist er Wissenschaftlicher Mitarbeiter an der Forschungsstelle Asia Minor der Universität Münster.  Seit 2021 ist er außerplanmäßiger Professor für Klassische Archäologie an der Universität Münster. Seit Juli 2022 ist er Leiter der Ausgrabungen in Doliche.
Seine Forschungsschwerpunkte  bilden Stadt und Stadtentwicklung im hellenistisch-römischen Nahen Osten, die Ausgrabungen in Doliche, Kommagene, die Ikonographie von Kulten des östlichen Mittelmeerraums sowie der Kult des Iuppiter Dolichenus und seine Denkmäler.

## Veröffentlichungen (Auswahl)
- mit Engelbert Winter: Doliche. Eine antike Stadt an der Nahtstelle der Kulturen. Ein Führer durch das antike Stadtgebiet und das Heiligtum des Iupiter Dolichenus. Nurol Matbaacılık ve Ambalaj Sanayi, Ankara 2006.
- mit Engelbert Winter: Der Dülük Baba Tepesi bei Doliche und das Heiligtum des Iupiter Dolichenus. 2. Vorbericht (2004–2005). In: Istanbuler Mitteilungen. Band 56, 2006, S. 185–205.
- mit  Margherita Facella, Engelbert Winter (Hrsg.): Lokale Identität im Römischen Nahen Osten (= Oriens et Occidens Band 18). Franz Steiner, Stuttgart 2009, ISBN 978-3-515-09377-4.
- mit Engelbert Winter: Commagene. The Land of Gods Between the Taurus and the Euphrates. An Archaeological Guide (= Homer Archaeological Guides Band 11). Homer Kitabevi, Istanbul 2011, ISBN 978-9944-483-35-3.
- Steindenkmäler römischer Zeit aus Nordsyrien. Identität und kulturelle Tradition in Kyrrhestike und Kommagene (= Asia-Minor-Studien Band 71). Habelt, Bonn 2014, ISBN  978-3-7749-3874-8.
- mit Achim Lichtenberger, Rubina Raja (Hrsg.): Religious Identities in the Levant from Alexander to Muhammed. Continuity and Change (= Contextualizing the Sacred Band 4). Brepols, Turnhout 2015
- mit  Benedikt Eckhardt (Hrsg.): Transformationen paganer Religion in der römischen Kaiserzeit. Rahmenbedingungen und Konzepte (= Religionsgeschichtliche Versuche und Vorarbeiten. Band 72). De Gruyter, Berlin / Boston 2018, ISBN 978-3-11-055954-5.
- mit Dilek Çobanoğlu, Engelbert Winter: Die Stadtgrabung in Doliche. Zu den Ergebnissen der Feldarbeiten 2015–2018. In: Istanbuler Mitteilungen. Band 69, 2019, S. 103–185.
- mit Engelbert Winter (Hrsg.): Exploring urbanism in ancient North Syria. Fieldwork in Doliche 2015–2020 (= Doliche Urban Excavations Band 1). De Gruyter, Berlin 2022, ISBN 978-3-11-074405-7.